# James L. McHard
James L. McHard ist ein US-amerikanischer Musikwissenschaftler, Hornist und Komponist.
McHard studierte Mathematik an der University of Michigan. Er spielte als Hornist in verschiedenen Sinfonie- und Blasorchestern. Seine avantgardistischen Kompositionen Virtuals und Tremors (erstere für Computer, letztere für Computer, Klänge vom Tonband und Instrumente) wurden mit großem Erfolg beim Twice Festival of Experimental Music in Ann Arbor aufgeführt.
Verschiedentlich gab McHard in den USA, Mexiko und Europa Gastvorlesungen über experimentelle Musik und die Rolle der Mathematik in der Komposition. An der Universidad Nacional Autónoma de México las er vor Julio Estradas Klasse für experimentelle Komposition über die Zukunft des Modernismus in der Musik. Bei American Book Publishing veröffentlichte er das Buch The Future of Modern Music.